# Rodero

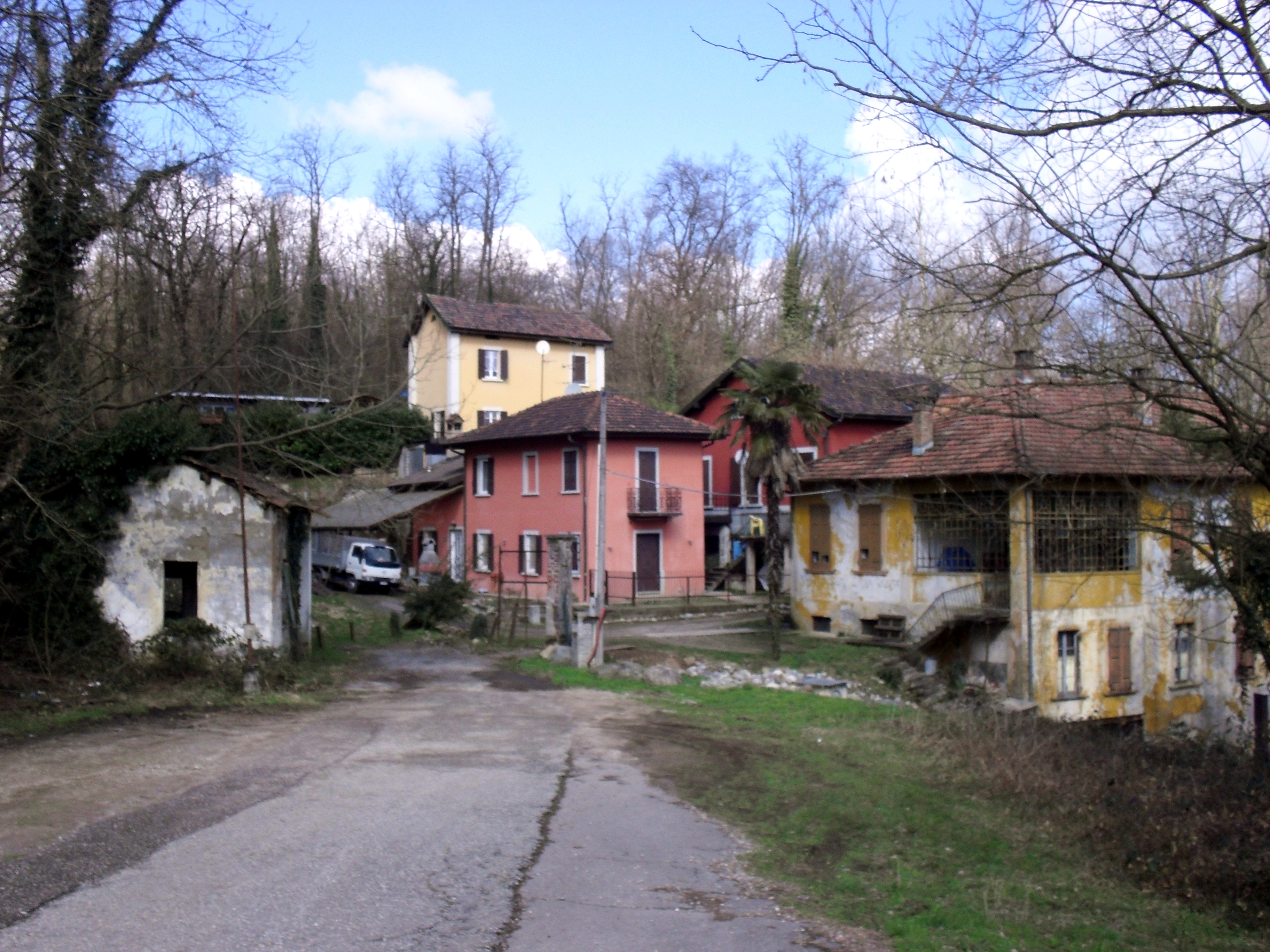
Italienisch-schweizerische Grenze bei Rodero

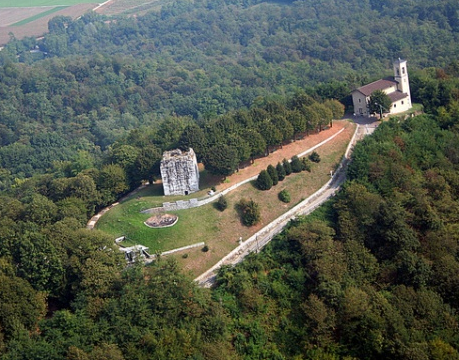
San Maffeo Berg mit Kirche und Turm

Rodero (Rödur in Dialekt von Como) ist eine norditalienische Gemeinde (comune) mit 1291 Einwohnern (Stand 31. Dezember 2023) in der Provinz Como in der Lombardei.
Rodero grenzt an die italienischen Gemeinden Cantello, Bizzarone, Solbiate con Cagno und Valmorea und an die Gemeinde Stabio in der Schweiz. Die Gemeinde liegt etwa 40 Kilometer nordnordöstlich von Como und grenzt unmittelbar an die Provinz Varese sowie an den Schweizer Kanton Tessin. Die Gemeindegrenzen bilden die Flüsschen Rio Ranza und Rio dei Gioghi.

## Physikalische Geographie
Die Gemeinde von Rodero steigt auf 394 m ü. M.: in den Voralpen der Lombardei und befindet sich im Gebiet von Como auf der Grenze mit der Provinz Varese und nur wenige Kilometer von Italien und Schweiz. Diese Gemeinde gehört deshalb zu den sogenannten Regio Insubrica. Rodero liegt in den Hügeln Bergen der Voralpen. Rodero besitzt zwei Ortsteile: Casello Ferroviario und Confine.
- Seismische Klassifikation: Zone 4 (Zone mit sehr geringe Erdbebengefährdung), Verordnung PCM. 3274 vom 20/03/2003
- Klimatische Klassifikation: Zone E (Zeitraum für den Betrieb von thermischen Anlagen: vom 15. Oktober bis zum 15. April gleich zu 14 Stunden pro Tag), Verordnung PR. 412 vom 26/08/1993

## Bürgerbeteiligung

### Etymologie des Namens
Der Name Rodero hat bis heute eine unsichere Etymologie. Dieser Name könnte vom deutschen Namen Rodo oder Rodulo herstammen oder vom präromanischen Namen rodanos,  aus dem auch der Name des Flusses Rodano kommt.

## Sehenswürdigkeiten
- Kirche Santi Simone e Giuda[3]
- Kirche San Maffeo oder Maria Regina Angelorum auf dem Hügel San Maffeo[4]
- Palazzo Mattirolo[5]
- Sogenannte Linea Cadorna, Verschanzung des Ersten Weltkrieges.[6]
- Verschiedene römische Gräber.

## Veranstaltungen
- Maria degli Angelifesttag und Sagra di San Maffeo (August, erste Wochenende)
- Il Torneo di Mirko (Fussball) und Sportfesttag (zweite Mitte Juni)
- Gara MTB Granfondo dei Longobardi (Mountain Bike)[7]

## Persönlichkeiten
- Adriano Caverzasio (* 1944), Maler[8][9]
- Bruno Valli (1948–1974), Politiker, Kommunist